# Architecture de la ligne 9 du tramway de Bruxelles
Cette page reprend une partie des bâtiments remarquables se trouvant sur le trajet de la ligne 9 du tramway de Bruxelles.

## Historique et Développement du tracé
La ligne de tram 9 est la ligne de tramway la plus récente à Bruxelles. Elle a été inaugurée le 1er septembre 2018 par le Roi Philippe et mise en service à cette même date à tous les usagers.
Actuellement elle relie la station de métro Simonis à l’avenue de l’Arbre Ballon, située à Jette. Par la suite elle se prolongera de l’Arbre Ballon à Heysel.
Le projet se compose de deux phases principales : la première avec un tracé de Simonis à Arbre Ballon (dont les travaux ont débuté en 2015), et la seconde avec un tracé s’articulant autour du projet NEO.
Le tracé de la ligne a fait l’objet d’une étude réalisée par strates en 2008. Il y eut au total 14 variantes qui ont été étudiées avant de n’en retenir qu’une. Cette étude porte sur l’incidence du tracé projeté sur la situation existante du point de vue du plan environnemental et socio-économique.
Le tracé actuel de la ligne permet d’améliorer la desserte des quartiers résidentiels tels que la Cité Modèle, les jardins de Jette et les alentours du square Palfyn. Elle permettra également de relier le quartier du Miroir, l’UZ Bruxelles et le futur projet NEO. Ces deux derniers sont de grands pôles d’emploi et d’activité.
Le projet permet également une amélioration de l’interconnexion des lignes de tram et de métro existantes. En effet, la ligne 9 permet une connexion avec la ligne de tram 51 et 93 à l’avenue Houba de Strooper, et aussi la connexion avec les lignes de tram 3 et 7 au Heysel. La connexion avec la ligne 3 se fera après les travaux de prolongement de celle-ci. Quant au métro, la connexion s’effectue à l’arrêt roi Baudouin et au Heysel avec le métro 6.
L’insertion du tram dans l'avenue de Jette permet à celui-ci de s’inscrire dans une synergie d’aménagement global du quartier commerçant de la place du Miroir. Cela a déjà permis entre autres la restructuration des échoppes du marché dominical, une amélioration de l’accessibilité et de la visibilité des commerces, et la création d’un parking souterrain sous la place Miroir.
La deuxième phase du projet de la ligne de tram s’articule autour du projet NEO. Ce projet concerne le réaménagement du plateau du Heysel en y intégrant un centre de congrès, une salle de concert, un centre commercial, des habitations, des bureaux, un hôtel, et notamment une partie récréative avec des activités sportives. La force du projet réside dans le fait que chaque année le plateau du Heysel attire chaque année plus de 54 millions de visiteurs avec l’Atomium, Brussels Expo, Trade Mart et Kinépolis comme atouts majeurs.
Le projet est développé de manière connexe avec celui du tram en ce sens que deux des accès principaux du site seront adossés aux nouveaux arrêts du tram. De nombreuses dispositions dans l’aménagement seront prises pour faciliter la connexion avec le tram. Dans ce cas bien précis, le tram précède dans un certain sens l’urbanisation de l’îlot et c’est celle-ci qui s’adaptera au tram.
Cette phase du projet du tram 9 prévoit un passage sur l’avenue du Général de Ceuninck, longeant donc parallèlement les limites du square Palfyn. Ce square est inscrit au patrimoine paysager depuis 1995. Cet espace vert de 1,5 hectare de superficie contient de nombreux arbres remarquables et revêt donc une grande qualité ornementale. Il était donc important pour le projet du tram de respecter ce site. À cet effet, une bande tampon verte de 1,40 m de large sera prévue entre l’implantation du site propre du nouveau tram et la limite du square.
En ce qui concerne les commerces, il existe un Delhaize sur l’avenue de l’Arbre Ballon et un Carrefour au croisement de l’avenue des Citronniers et de l’Avenue du Général de Ceuninck. Le premier dispose d’une place de parking de 153 places et le deuxième d’une place de parking de 63 places.
Au vu de l’évolution urbanistique de la zone traversée par le tram, on comprend pourquoi celle-ci est si récente. En effet, les autorités communales de Jette commencèrent à évoquer l’idée d’un tram dans les années 1990 mais c’est au début des années 2000 que le projet a été remis sur la table par le ministre régional des Travaux publics, Jos Chabert.
Le tracé actuel de la ligne de tram est structuré, en grande partie, par rapport à l’avenue de l’Exposition. Cette avenue a été aménagée à l’occasion de l’Exposition universelle de 1958. Avant cette date le taux d’urbanisation de la zone était très faible comme on peut le constater sur les images satellites de 1953.
En 1996, l’image satellite nous montre une évolution du taux d’urbanisation justifiant le projet de tram.
En effet, avant l’existence du tram 9, la zone était desservie par des bus. Ces bus fonctionnent avec des hydrocarbures, ce qui n’est pas la meilleure solution écologique. De plus, les bus se déplaçant assez régulièrement sur les mêmes tronçons que les automobilistes, ils n’arrivent pas à respecter les horaires en heures de pointe.
Les trams, quant à eux, sont électriques et cette électricité peut être produite de manière beaucoup plus écologique que les hydrocarbures. De plus, les nouveaux trams à l’image du tram 9 circulent en site propre, cela leur permettant de ne pas être perturbés par les autres usagers de la route. Ainsi, l’aménagement en site propre permet d’avoir des prestations horaires proche d’un métro.

## Architecture autour de la ligne 9 (Simonis-Arbre Ballon)

### Place du Miroir

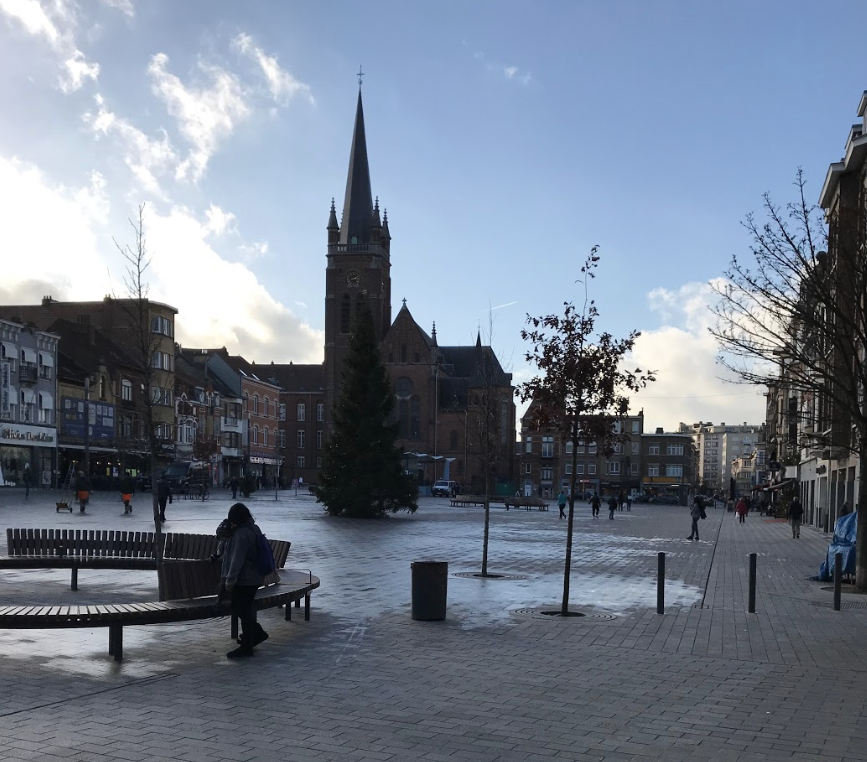
Place du Miroir

- 1930: mise en place du marché public[3]
- Place Reine Astrid, 1090 Jette
- Public
- Commerces divers

La place Reine Astrid, communément appelée place du Miroir, incarne le cœur de la commune de Jette. Elle contient de grandes terrasses regorgeant de cafés, brasseries et restaurants. Le marché dominical, quant à lui, est l’un des plus importants de la capitale et attire à cet effet de milliers de visiteurs venant aussi bien de la capitale que des autres régions du pays.
La place est née d’un ancien carrefour dans lequel se trouvait une auberge nommée « Den Spiegel ». Aujourd’hui elle est le centre névralgique de la commune avec environ 240 commerces. L’architecture du quartier est typiquement des années 1950 avec des briques jaunes caractéristiques. Ces édifices ne sont pas toujours mis en valeur. Parmi les plus remarquables on peut citer l’église de la Madeleine et la maison Magritte.
Chaque jour, on compte environ 9561 piétons qui passent par la place du Miroir. La zone bénéficie d’une bonne couverture en transport en commun. À cet effet, le tram 9 rencontre le tram 19 à l’arrêt Miroir. Le passage du tram 9 en particulier, a permis une redynamisation des lieux avec un réaménagement des commerces du marché dominical et notamment la construction d’un parking souterrain.
Le quartier de « Jette centre » a une superficie de 0,95 km2 avec une population de 12 485 habitants en 2015. Le quartier compte 240 surfaces commerciales dont 21% sont dédiées au secteur des services loisirs et divers, 19% dédiées au secteur de l’horeca, 15% au secteur des soins de la personne et de la santé, et 14% dédiées au secteur de l’alimentation.
Quotidiennement, on rencontre un flux important de piétons et de voitures dans la zone, ce qui rend la circulation dense. Le réaménagement de la zone avec le passage du tram 9 a également contribué à désengorger la circulation,.

### Cité-jardin Heideken
- 1924[6]

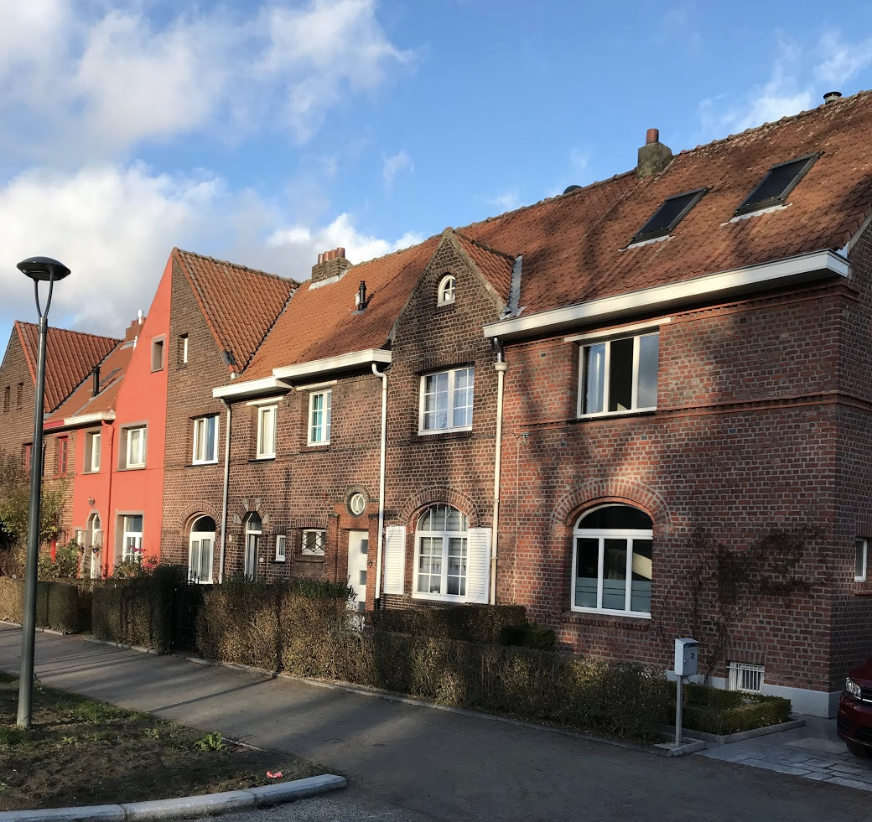
Maisons de la Cité-Jardin Heideken

- Place des Sorbiers, 1083 Ganshoren
- Privée
- Habitation

Le quartier Heideken est une forme de logements groupés inspiré du modèle de la Cité-jardin. Celle-ci était destinée aux ouvriers ou aux populations de classe moyenne n’ayant pas les moyens de s’offrir une habitation mitoyenne. Elle fut construite entre 1923 et 1924 sur un terrain complètement isolé en plein milieu des champs. Pour rejoindre le centre ville de Bruxelles en transport en commun il fallait marcher jusqu’à l’avenue de Laeken pour rejoindre le tram 14.
À cette époque, l’avenue de Jette, qui la traverse actuellement en son milieu, n’était pas encore construite. La cité est composée uniquement d’habitations unifamiliales avec jardins. Leurs rassemblements en petits groupes vise à créer un certain aspect communautaire. On retrouve donc de petits squares et placettes visant à stimuler le contact social.
Le projet a été dessiné par l’architecte et urbaniste Jules Ghobert. La conception architecturale a été faite dans un esprit d’économie de moyens. Le quartier appartenait à l’époque de son édification à la société coopérative le Home. L’architecte a donc conçu le projet avec des matériaux « pauvres » tels que la brique, les tessons de terre cuite pour les bandeaux et des chaperons de céramique pour les seuils de fenêtres. Ces matériaux ont été savamment combinés avec une bonne mise en œuvre pour offrir une architecture de qualité. L’aménagement privilégie l’aspect naturel du terrain en laissant beaucoup de surfaces perméables à l’eau recouvertes de gazon. Les promenades pavées sont donc réduites au maximum. Les jardins intérieurs sont séparés par des haies contrairement aux murs maçonnés traditionnellement utilisés à cet effet.
Cet assemblage permet d’obtenir une architecture renvoyant à des ambiances médiévales. Ce quartier était considéré à l’époque comme le milieu de vie collectif par excellence avec une grande symbiose entre communauté et espace de vie.

### UZ Bruxelles
- 1977[8]

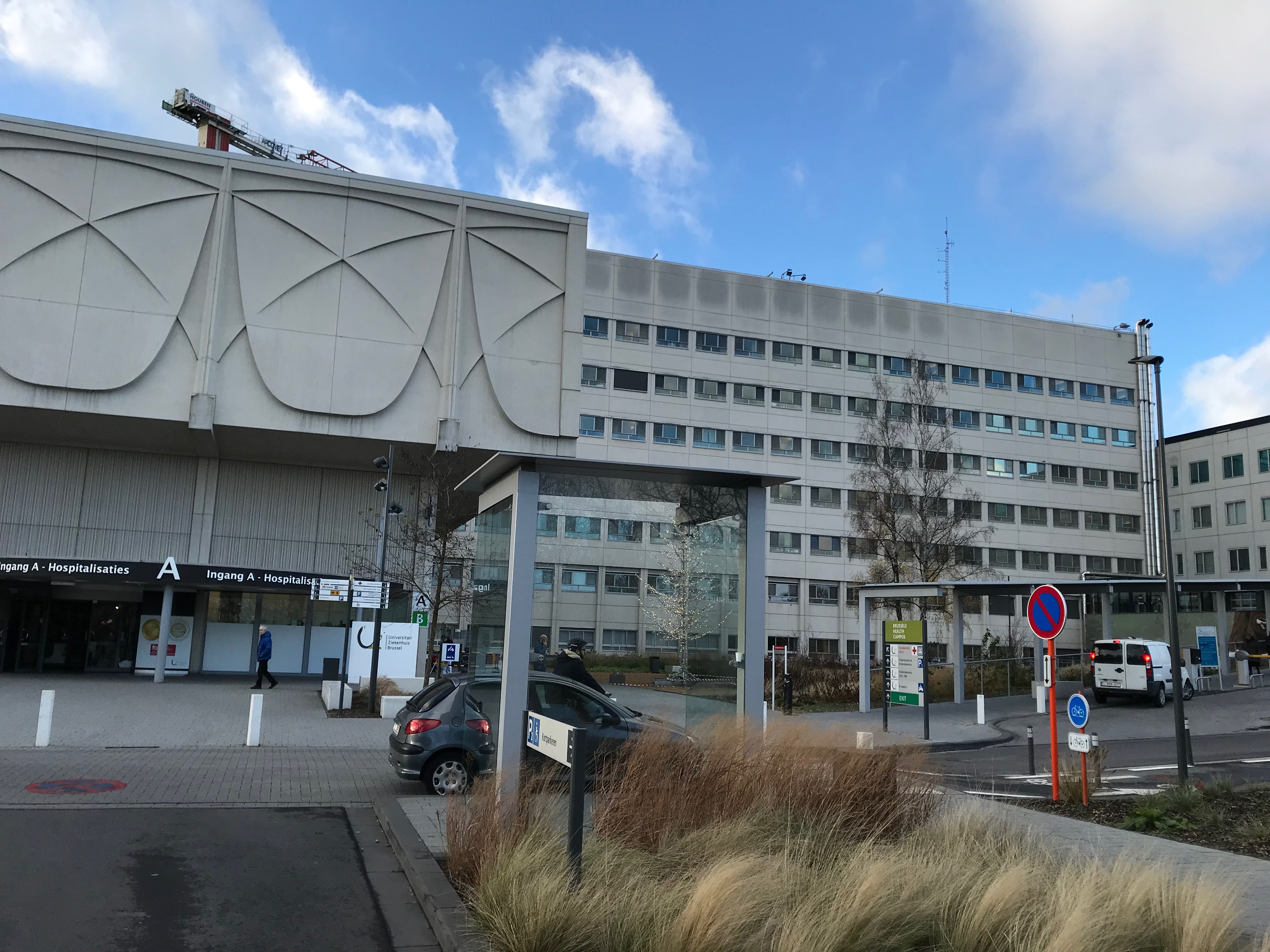
Bâtiment d'entrée de L'UZ Brussel

- Avenue du Laerbeek 101, 1090 Jette
- Public
- Hôpital

L’UZ Bruxelles (L’Universitair Ziekenhuis Brussel) est un centre hospitalier situé sur le campus de Jette de l’université VUB (Vrije Universiteit Brussel). Il est donc en lien avec la faculté de médecine et de pharmacie de la VUB. C’est un hôpital néerlandophone dépendant de la VUB. L’hôpital abrite dans ses locaux divers services dont un centre de soin pour adulte, pour enfant, une polyclinique, et le centre de médecine pour la reproduction qui a une renommée internationale dû à son rôle pionnier dans ce domaine. Le service d’urgence est considéré comme le plus grand de la Flandre. Il a une capacité d’accueil de 721 lits environ et reçoit environ 30.330 admissions et 369.410 consultations par an.
L’hôpital a été inauguré en 1977. À sa création, il existait un service de chimie clinique fondé par le professeur C. Sevens. En 1979, le service de radio-immunologie est fondé par le professeur A. Van Steirteghem. Ces deux services vont fusionner en 2006 pour former le service de chimie clinique et de radio-immunologie.
En 30 ans, le service a bien évolué. Au départ ce n’était qu’un laboratoire de 5 personnes effectuant quelques dizaines de milliers d’analyses par an. De nos jours, c’est un service moderne automatisé et informatisé. Il emploie plus de 100 personnes et effectue plus de 2 millions d’analyses. Ces progrès ont permis de développer des activités de pointe dans le domaine des affections métaboliques, de la toxicologie, de la mucoviscidose, de la fertilité, et du diabète.
En 2007, le service a inauguré un nouveau laboratoire dans son pavillon futuriste Louis Tielemans. Cet édifice arbore une architecture spécialement adaptée et une automatisation poussée contribuant ainsi à l’intégration des différentes activités du laboratoire,.

### Quartier les jardins de Jette
- Projet initié en 1990[11]

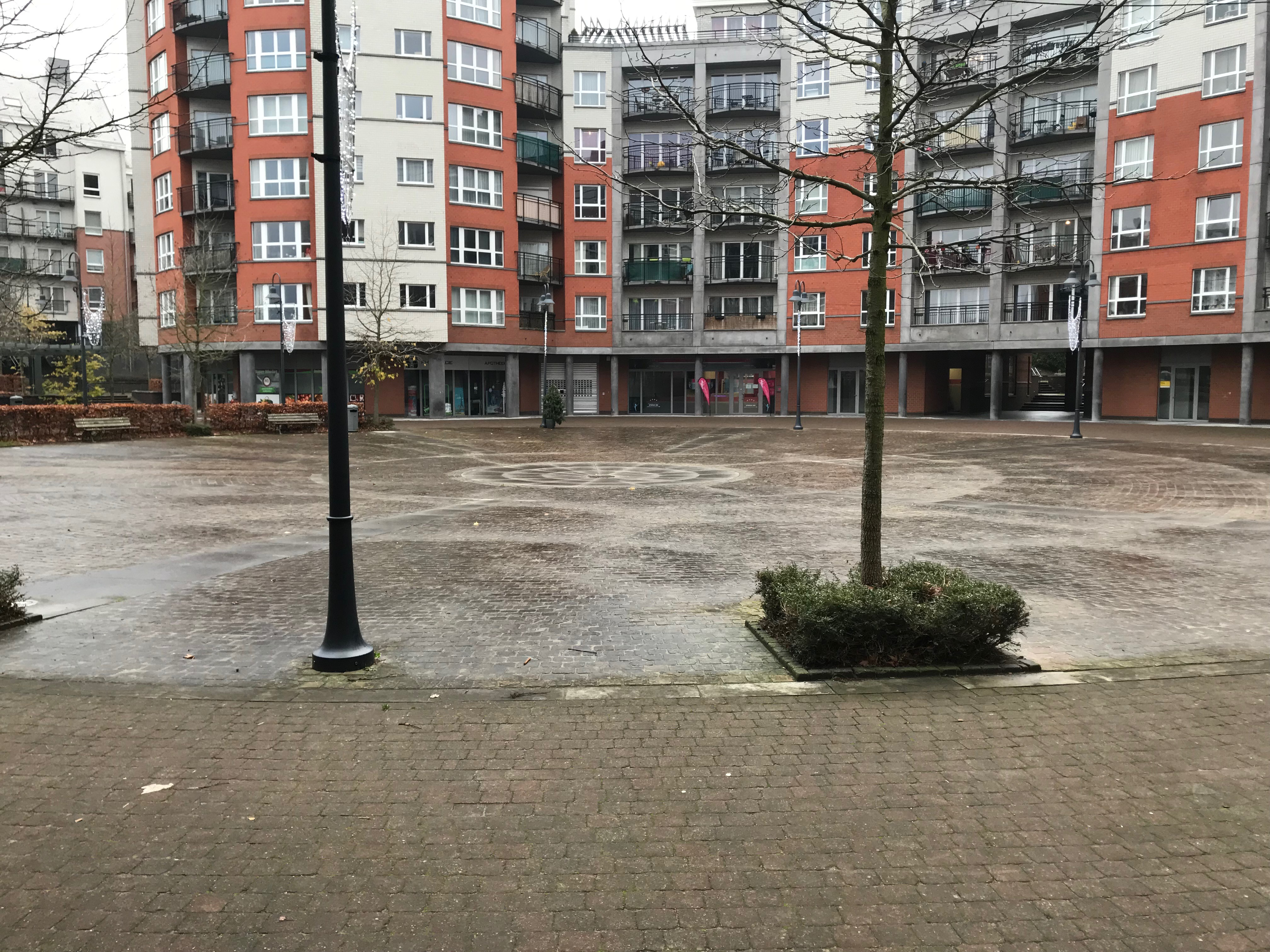
Place du Bourgmestre Jean-Louis Thys

- Place du bourgmestre Jean-Louis Thys, 1090 Jette
- Privée
- Habitation et bureaux

Le projet du quartier les jardins de Jette a été décidé en 1990. Il se situe entre l’avenue de l’Arbre Ballon et l’avenue de l’Exposition. À la fin des travaux il doit contenir 120 000 m2 de logements et 30 000 m2 Parc des expositions de bureaux. Les bureaux sont situés en périphérie du quartier, protégeant ainsi les habitations des bruits de circulation. En termes de logements on retrouve environ 750 appartements et 150 maisons. Le quartier est relativement verdoyant avec des plaines de jeux. Les diverses artères du quartier sont nommées en hommage au cinéma mais on y retrouve également quelques noms de bourgmestres de la commune.
L’agencement des immeubles entre eux est savamment faite pour créer et favoriser les belles perspectives
visuelles et la promenade intérieure. Les bâtiments sont agencés dans un respect de cohérence d’échelle avec les constructions voisines. Cette recherche d’harmonie est prolongée dans le choix des matériaux des façades. On remarque donc à cet effet l’utilisation de béton clivé comme parement. L’emploi ponctuel de bois et le découpage des balcons permet de créer une variation de rythme.
La place centrale du quartier est dédiée au bourgmestre Jean-Louis Thys depuis novembre 2008. Initialement, elle s’appelait Place des jardins de Jette. En termes de promenade, on peut citer la promenade Jacques Ledoux qui relie pratiquement l’avenue de l’Exposition universelle au centre du quartier, et la promenade Gérard Philippe qui relie l’avenue de l’Arbre Ballon au centre du quartier.

### Square Palfyn

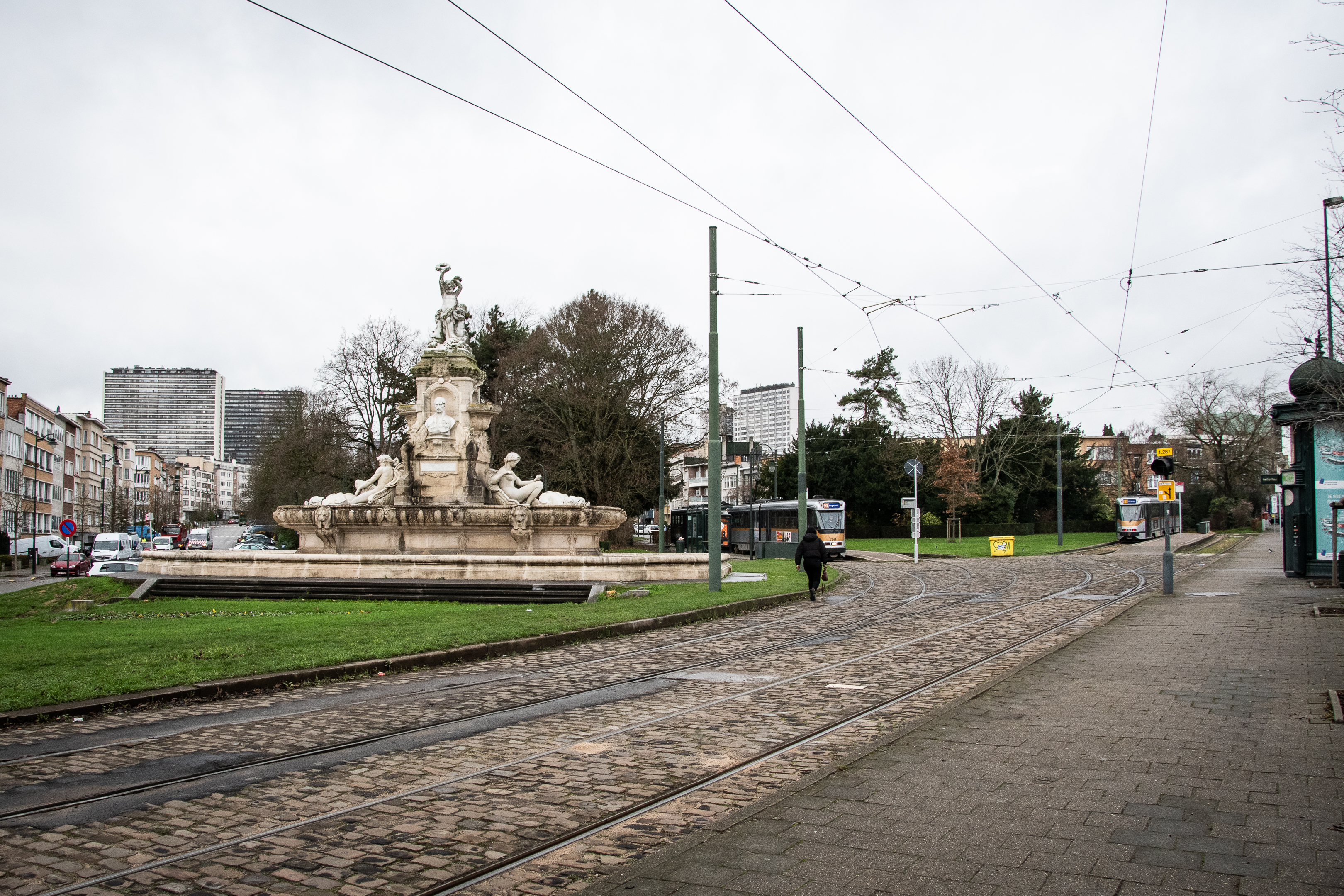
Fontaine de Brouckère située sur le Square Jan Palﬁjn

- Inscrit au patrimoine paysager depuis 1995[13]
- Avenue Jean Palfyn, 1020 Laeken
- Public

D'une superficie de 1,5 hectare, le square Palfyn se développe entre l’avenue du Général de Ceuninck, l’Avenue jean Palfyn, et l’avenue Houba de Strooper. Il contient une quarantaine d’arbres et d’arbustes d’une grande qualité ornementale. Parmi ces arbres, on distingue des marronniers, sorbiers, ginkgos, érables, cerisiers du Japon, tilleuls, frênes, copalme d'Amérique, chênes. On distingue également un peuplier du Canada, un févier d’Amérique qui font tous deux partie des arbres remarquables du parc. Le parc est inscrit au patrimoine paysager depuis 1995.
On y retrouve également la fontaine de De Brouckère et une sculpture en bronze représentant un semeur. La sculpture en bronze fut réalisée par Mathieu Desmaré. La fontaine, quant à elle, a été dessinée par l’architecte Henri Beyaert. Ses sculptures sont réalisées par Edouard Fiers et Pierre Dunion. Edouard Fiers sculpta les sculptures représentants Neptune et Amphitrite conduisant un attelage de dauphin, et le buste de De Brouckère. Pierre Dunion, quant à lui, sculpta le groupe d’enfants tenant des couronnes au sommet du monument.
La fontaine de De Brouckère se situait initialement à la Porte de Namur. Elle fut démontée du site en 1955 à l’occasion des travaux de réaménagement de la Porte de Namur et sur la petite ceinture pour l’Exposition universelle de 1958. Elle fut replacée au square Palfyn en 1977.

### La Cité Modèle
- 1958[15]

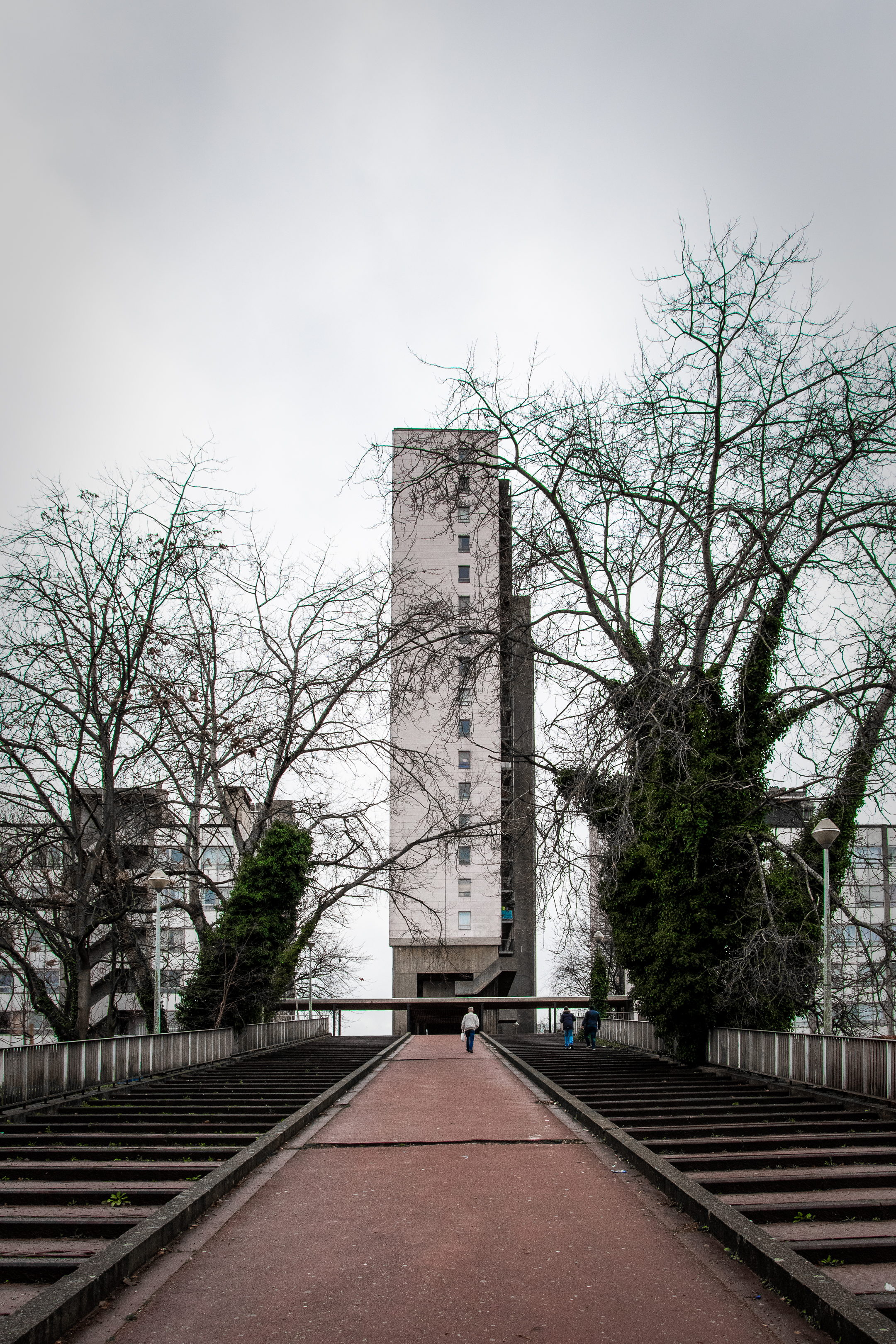
Cité Modèle de Laeken.

- Avenue de la Cité Modèle, 1020 Laeken
- Public
- Habitations et établissements communautaires

La Cité Modèle fut développée en 1958 à l’occasion de l’Exposition universelle. Elle fut construite dans l’esprit d’être l’aboutissement du mouvement moderne en matière de logements sociaux. Elle a été développée à l’initiative de Fernand Brunfaut, président avant-gardiste du Foyer Laekenois. La construction devait être achevée en 1958 pour l’Exposition universelle, mais il n’y avait que le gros œuvre qui était terminé à temps. Elle aurait donc servi à accueillir les délégations des pays participants à l’Exposition universelle.
Les premiers bâtiments furent achevés en 1963. Mais le site a connu le développement de nombreux autres bâtiments au cours des années surtout à partir de 2011. La Cité Modèle est gérée par le Foyer Laekenois. Il s’agit d’une société Immobilière de service public. Elle est agrée et contrôlée par la Société du logement de la Région de Bruxelles. C’est donc un établissement public.
Elle contient environ 1 500 logements sociaux. En 2008, un projet de rénovation a été entrepris. Certains logements ne convenaient plus aux besoins des premiers habitants. En effet, on compte beaucoup de personnes âgées sur le site. Il a donc été convenu de créer davantage d’appartements constitués d’une chambre. La cité contient également des établissements à vocation communautaire tels que bibliothèque, centre culturel, parcs, et commerces. À cet effet, on remarque la présence d’un magasin Carrefour sur le site,.

### Stade Roi Baudouin
- 1929[18]

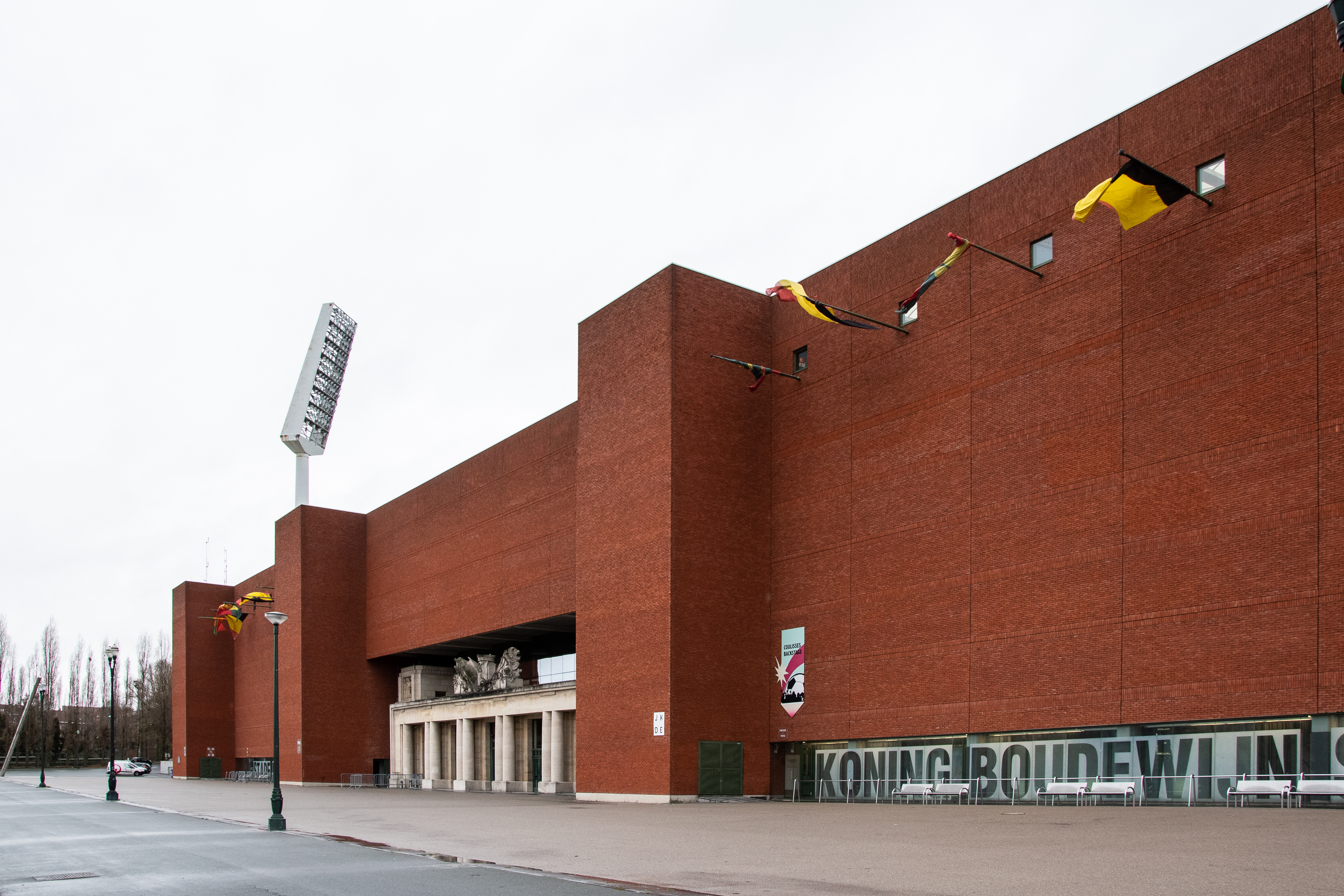
Stade Roi Baudouin

- Avenue de Marathon 135, 1020 Laeken
- Public
- Activité sportive et culturelle

Le stade Roi Baudouin a été inauguré le 23 août 1930 par le prince Léopold. Ce fut durant la période du championnat du monde cyclisme sur piste. Après la deuxième guerre mondiale, le revêtement en bois de la piste de cyclisme fût retiré. Il fut remplacé en 1971 par du tartan permettant ainsi la pratique de l’athlétisme. À sa création, il portait le nom de stade du centenaire, puis il a été rebaptisé stade du Heysel après la deuxième guerre mondiale. Il est enfin rebaptisé stade du Roi Baudouin après sa mort en 1993.
Le stade a une capacité d’accueil de 70 000 personnes et accueille annuellement de nombreuses activités culturelles et sportives. Il est communément appelé le «stade national». Il est le stade dans lequel évolue l’équipe nationale de football de Belgique ( Les «Diables rouges»).
Le projet NEO se développera sur et autour du stade Roi Baudouin. Il vise la construction d’un «nouveau quartier» sur le site historique du Heysel. Il comportera, à terme, environ 750 logements neufs, un réaménagement de l’espace vert du site afin de créer une promenade verte, un quartier commercial avec 72 000 m2 de commerces et 9 000 m2 d’Horeca. Il comportera également un hôtel de grand standing. Cette perspective de redynamisation du quartier augmentera le flux transitoire à travers le site. C’est donc dans l’optique de fluidifier le trafic que le tram 9 touchera cette zone au cours de son prochain développement,.

### Parc des expositions
- 1935[21]
- Place de Belgique 1, 1020 Laeken
- Public

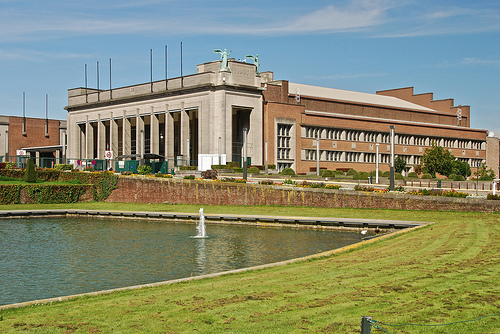
Parc des expositions

- Activités culturelles et commerciales

Le parc des expositions contient divers palais d’expositions qui sont l’œuvre des expositions universelles de Bruxelles de 1935 et 1958. Les bâtiments qui y sont dès le départ témoignent de l’architecture Art déco de l’époque qui se développait dans la ville. Le projet de construction des cinq palais de départ fut confié à l’architecte Joseph Van Neck. Ce fut un projet de grandes prouesses techniques. Sa structure en béton armé couvre d’une seule venue une superficie de 14 000 m2 . L’ingénieur Louis Baes fut chargé de la structure. Il permit donc de donner aux arc la forme d’une «anse de panier à trois centres».
La façade principale est indépendante et autostable. Quatre sculptures en bronze dorée, mesurant 4,3 mètres de hauteur se tiennent au sommet des piles de la façade. Elles symbolisent le transport, thème principal de l’Exposition universelle de 1935.
Actuellement, le site est géré par l’ASBL Bruxelles expo. Il contient actuellement 12 palais avec diverses fonctions. On retrouve entre autres, des auditorium, salles de spectacles, salles de conférence, halls commerciaux, etc. Les activités qui y sont menées touchent aussi bien le domaine économique que culturel de la ville. Depuis les premiers bâtiments de 1953, le site n’a cessé de se développer à travers la construction de nouveaux bâtiments ou la transformation fonctionnelle de certains.
Le site s’étend actuellement sur 115 000 m2. Il attire un grand public à travers de grandes manifestations nationales et internationales chaque année. En effet, on y voit passer environ 2,5 millions de visiteurs par an sur plus de 150 événements,.